# بالفانتاش
بالفانتاش هي بلدة في مقاطعة مرحمت في ولاية أنديجان في أوزبكستان.